# Kraftwerkskomplex Baixo Sabor
Der Kraftwerkskomplex Baixo Sabor (portugiesisch Aproveitamento Hidroeléctrico do Baixo Sabor) besteht aus zwei Talsperren mit jeweils zugehörigem Wasserkraftwerk am Fluss Sabor im Distrikt Bragança, Portugal. Die insgesamt installierte Leistung der beiden Kraftwerke ist 190 MW. Beide Kraftwerke können als Pumpspeicherkraftwerke betrieben werden.

## Gesamtprojekt
Der Bau der beiden Staustufen hatte neben der Stromerzeugung auch die Kontrolle des Abflusses des Sabor, eines rechten Nebenflusses des Douro zum Ziel. Dadurch verbessert sich unter anderem der Betrieb der flussabwärts am Douro gelegenen Wasserkraftwerke und sie werden etwas weniger von den flussaufwärts am Douro gelegenen spanischen Wasserkraftwerken abhängig. Ursprünglich war nur eine Staustufe geplant, aber aus verschiedenen Erwägungen wurde schließlich die Aufteilung der Fallhöhe auf zwei Staustufen beschlossen.
Der Kraftwerkskomplex ist im Besitz der Energias de Portugal (EDP) und wird auch von EDP betrieben. Mit der Errichtung der beiden Staustufen wurde 2008 begonnen; die Bauarbeiten wurden 2016 abgeschlossen. Die Gesamtkosten des Projekts lagen bei 625 Mio. €.
Die durchschnittliche Jahreserzeugung der beiden Kraftwerke liegt bei 230 Mio. kWh/a ohne Pumpbetrieb und bei 444 Mio. kWh/a mit Pumpbetrieb.

## Baixo Sabor (Montante)
Die obere Staustufe Baixo Sabor (portugiesisch Barragem do Baixo Sabor) bzw. Montante (portugiesisch Escalão de Montante) liegt ungefähr 12,6 km flussaufwärts von der Mündung des Sabor in den Douro.

### Absperrbauwerk
Das Absperrbauwerk ist eine Bogenstaumauer aus Beton mit einer Höhe von 123 m über der Gründungssohle. Die Mauerkrone liegt auf einer Höhe von 236 m über dem Meeresspiegel und ist 505 m lang. Das Volumen des Bauwerks beträgt 670.000 m³. Die Dicke der Staumauer variiert von 6 bis zu 40 m.
Die Staumauer hat sowohl einen Grundablass als auch eine Hochwasserentlastung. Über den Grundablass können maximal 220 m³/s abgeleitet werden, über die Hochwasserentlastung maximal 5000 m³/s.

### Stausee
Beim normalen Stauziel von 234 m (max. 235 m bei Hochwasser) erstreckt sich der Stausee über eine Fläche von rund 28,2 km² und fasst 1,095 Mrd. m³ Wasser – davon können maximal 630 Mio. m³ zur Stromerzeugung genutzt werden. Für den Pumpbetrieb können 172 Mio. m³ genutzt werden. Das minimale Stauziel, bis zu dem die Stromerzeugung noch möglich ist, liegt bei 227,4 (bzw. 205,5) m.

### Kraftwerk
Das Kraftwerk ging im Februar 2016 in Betrieb. Es hat eine installierte Leistung von 154 MW. Die zwei Francis-Turbinen des Kraftwerks leisten jede maximal 77 (bzw. 81) MW und die Generatoren 85 MVA. Die Nenndrehzahl der Turbinen liegt bei 214,3/min. Die Nennspannung der Generatoren beträgt 15 kV.
Beide Turbinen sind als Pumpturbinen ausgeführt. Im Turbinenbetrieb ist die Fallhöhe 93 m und der Durchfluss liegt bei 85 m³/s je Turbine. Im Pumpbetrieb beträgt der Höhenunterschied 95 m und der Durchfluss liegt bei 70 m³/s je Turbine. Jede Pumpe nimmt eine Leistung von 70,5 MW auf.

## Feiticeiro (Jusante)
Die untere Staustufe Feiticeiro (portugiesisch Barragem do Feiticeiro) bzw. Jusante (portugiesisch Escalão de Jusante) liegt ungefähr 3 km flussaufwärts von der Mündung des Sabor in den Douro.

### Absperrbauwerk
Das Absperrbauwerk ist eine Gewichtsstaumauer aus Beton mit einer Höhe von 45 m über der Gründungssohle. Die Mauerkrone liegt auf einer Höhe von 140 m über dem Meeresspiegel und ist 315 m lang. Das Volumen des Bauwerks beträgt 170.000 m³.
Die Staumauer hat sowohl einen Grundablass als auch eine Hochwasserentlastung. Über den Grundablass können maximal 51,5 m³/s abgeleitet werden, über die Hochwasserentlastung maximal 5000 m³/s.

### Stausee
Beim normalen Stauziel von 138 m erstreckt sich der Stausee über eine Fläche von rund 1,8 km² und fasst 31 Mio. m³ Wasser – davon können maximal 12 Mio. m³ zur Stromerzeugung genutzt werden. Das minimale Stauziel, bis zu dem die Stromerzeugung noch möglich ist, liegt bei 130 m.

### Kraftwerk
Das Kraftwerk ging im April 2015 in Betrieb. Es hat eine installierte Leistung von 36 MW. Die zwei Francis-Turbinen des Kraftwerks leisten jede maximal 18 (bzw. 15,4) MW und die Generatoren 20 MVA. Die Nenndrehzahl der Turbinen liegt bei 150/min. Die Nennspannung der Generatoren beträgt 6 kV.
Beide Turbinen sind als Pumpturbinen ausgeführt. Im Turbinenbetrieb ist die Fallhöhe 29 m und der Durchfluss liegt bei 60 m³/s je Turbine. Im Pumpbetrieb beträgt der Höhenunterschied 30,7 m und der Durchfluss liegt bei 55 m³/s je Turbine. Jede Pumpe nimmt eine Leistung von 18,1 MW auf.